# Babar (Algeria)
Babar è un comune dell'Algeria, situato nella provincia di Khenchela.